# Засекин, Лев Иванович Давыдов
Лев Иванович Засекин Давыдов  —  князь, воевода, писец во времена царствования Ивана IV Васильевича Грозного.
Сын князя, помещика Новгородского уезда и Бежецкой пятины Ивана Фёдоровича Меньшого Засекина.

## Биография
В Дворовой тетради упомянут дворовым, сыном боярским 3-й статьи из Дмитрова, помещик Дмитровского уезда, с пометой "у царя Симеона" (1550). Писец дворцовых сёл Клинского уезда (1560-1561). Вместе с другими дворянами поручился по князю Ивану Дмитриевичу Бельскому в 10.000 тысячах рублях (20 марта 1562). В Полоцком походе "спал в стане у государя" (1562-1563).
Подвергнут опале и отправлен в ссылку в Казань (1565). Имел свой двор в Казани и поместье в Казанском уезде (1565-1568). Воевода Сторожевого полка в Свияжске (1565-1566).
Писец в Тульском уезде (1567-1569). Совместно с князем Семёном Дмитриевичем Засекиным владел поместьем, селом Царицыно в Казанском уезде (126 четвертей земли).